# Ozarba africana
Ozarba africana is een vlinder van de familie van de uilen (Noctuidae). De wetenschappelijke naam van deze soort is voor het eerst voorgesteld door Emilio Berio in een publicatie uit 1940.
De soort komt voor in Nigeria, Congo-Kinshasa, Rwanda, Tanzania en Zimbabwe.